# Эфемерида
Эфемери́да (др.-греч. ἐφημερίς — на день, ежедневный ← ἐπί — на + ἡμέρα — день), в астрономии — таблица небесных координат Солнца, Луны, планет и других астрономических объектов, вычисленных через равные промежутки времени, например, на полночь каждых суток. Звёздные эфемериды — таблицы видимых положений звёзд в зависимости от влияния прецессии, аберрации, нутации. Также эфемеридой называется формула, по которой можно рассчитать момент наступления следующего момента минимума для затменных переменных систем звёзд.
Эфемериды, в частности, используются для определения координат наблюдателя (см. мореходная астрономия). Также эфемеридами называются координаты искусственных спутников Земли, используемых для навигации, например, в системе NAVSTAR (GPS), ГЛОНАСС, Galileo. Координаты спутников передаются в составе сообщений о местонахождении спутника, в этом случае говорят о передаче эфемерид.

## Публикация эфемерид

### Исторические публикации
В 1474 году Региомонтан издал в Нюрнберге свои знаменитые «Эфемериды» (Ephemerides). Данный труд содержал эфемериды на 1475—1506. Как и подразумевает название, эфемериды давались на каждый день. «Эфемериды» содержали таблицы координат звёзд, положений планет, обстоятельства соединений светил и затмений.

### Современные публикации
Важнейшие астрономические ежегодники с эфемеридами: «Астрономический ежегодник», издаваемый РАН с 1921 года, «Berliner Astronomisches Jahrbuch», «Nautical Almanaс», «Connaissance des Temps», «American Ephemeris».
Кроме того, в интернете можно найти и другие публикации эфемерид, сайты, позволяющие рассчитать эфемериды, выполненные как профессионалами, так и энтузиастами. Например:
- Фред Эспенак[англ.] опубликовал на сайте НАСА эфемериды планет солнечной системы, Солнца и Луны на 1995—2006 годы[4].
- Калькулятор эфемерид имеется на сайте «Института небесной механики и вычисления эфемерид»[фр.] (фр. L'Institut de Mécanique céleste et de calcul des éphémérides IMCCE)[5].
- Библиотека, позволяющая проводить астрономические вычисления на листе Excel при помощи Швейцарских эфемерид (сжатая полиномами Чебышёва версия эфемериды DE406), JPL эфемерид (DE406 и более свежих версий) и эфемерид Мошьера (интерполяция DE200).[6]

## Расчёт эфемерид небесных объектов
В настоящее время движение объектов солнечной системы изучено достаточно хорошо. Различными астрономическими сообществами разработаны математические модели для расчёта эфемерид, конкурирующие между собой по точности. Модели публикуются в специализированных астрономических изданиях.

### Модель ILE
Улучшенная теория движения Луны Э. Брауна (ILE означает Improved Lunar Ephemeris — «улучшенная лунная эфемерида»). Впервые предложена в 1919 году Э. У. Брауном в работе «Таблицы движения Луны» (Tables of the Motion of the Moon), усовершенствована в 1954 году У. Дж. Экертом (W. J. Eckert) в работе «Улучшенная лунная эфемерида» (ILE 1954. Improved Lunar Ephemeris 1952—1959. Государственная типография, Вашингтон). В дальнейшем в теорию ещё два раза вносились усовершенствования.
Модель использовалась ранее Ф. Эспенаком для расчёта затмений, опубликованных на сайте НАСА.

### МоделиVariations Séculaires des Orbites Planétaires
Описывают движение планет солнечной системы.

#### VSOP82
Предложена П. Бретаньоном (P. Bretagnon) в 1982 году, опубликована в астрономическом альманахе «Астрономия и астрофизика» под названием «Теория движения всех планет — решение VSOP82» («Theory for the motion of all the planets — The VSOP82 solution.»). Основано на модели DE200.

#### VSOP87
Основано на модели DE200. Обеспечивает точность около 1" для Меркурия, Венеры, барицентра Земля-Луна и Марса на интервале ±4000 лет, для Юпитера и Сатурна ±2000 лет, для Урана и Нептуна ±6000 лет от эпохи J2000.0.

#### VSOP2000
В 100 раз точнее, чем VSOP82 и VSOP87, обеспечивая несколько десятых долей mas для Меркурия, Венеры и Земли и несколько mas для остальных планет на промежутке времени +1900...+2000.

#### VSOP2010
Содержит ряды для расчёта эллиптических элементов для 8 планет Меркурий, Венера, барицентр Земля-Луна, Марс, Юпитер, Сатурн, Уран, Нептун и для карликовой планеты Плутон. Планетарное решение VSOP2010 основано на числовом интегрировании DE405 на промежутке времени +1890...+2000 .
Точность в 10 раз лучше, чем у VSOP82. На большом промежутке времени −4000...+8000 сравнение с внутренними расчётами позволяет утверждать, что VSOP2010 примерно в 5 раз лучше, чем VSOP2000 для планет земной группы и в 10-50 раз лучше для планет-гигантов.

#### VSOP2013
VSOP2013 содержит ряды для расчёта эллиптических элементов для 8 планет Меркурий, Венера, барицентр Земля-Луна, Марс, Юпитер, Сатурн, Уран, Нептун и для карликовой планеты Плутон. Планетарное решение VSOP2013 основано на числовом интегрировании INPOP10a (созданном в IMCCE, Парижская обсерватория) на промежутке времени +1890...+2000.
Точность составляет несколько десятых долей секунды дуги для планет земной группы (1,6" для Марса) на промежутке времени −4000...+8000.

### Модели Theory of the Outer Planets
Модели Theory of the Outer Planets (англ.) являются аналитическими решениями для 4 планет-гигантов: Юпитер, Сатурн, Уран, Нептун и карликовой планеты Плутон.

#### TOP2010
Основано, также как и VSOP2010, на эфемеридах DE405 на промежутке времени +1890...+2000 .

#### TOP2013
Основано, также как и VSOP2013, на эфемеридах INPOP10a на промежутке времени +1890...+2000 .
Является лучшим решением для движения на промежутке времени −4000...+8000. Точность составляет несколько десятых долей секунды дуги для планет-гигантов, что в 1,5...15 раз лучше, чем у VSOP2013 .

### Модель ELP 2000
Описывает только лунные эфемериды. Опубликована в астрономическом альманахе «Астрономия и астрофизика» в 1983 году М. Шапрон-Тузэ (M. Chapront-Touzé) и Ж. Шапрон (J. Chapront), в статье «Лунные эфемериды ELP 2000» (The lunar ephemeris ELP 2000).
Теория содержит 37862 периодических члена, 20560 периодических членов для эклиптической долготы Луны, 7684 периодических члена для эклиптической широты Луны и 9618 периодических членов для расстояния до Луны. Амплитуда младших членов составляет 0,00001 секунды дуги и 2 см для расстояний (это не итоговая точность теории, она несколько ниже).
В упрощенном виде (отбрасывались члены с амплитудой менее 0,0005 секунды дуги и 1 м для расстояний) модель используется (наряду с моделью VSOP87) Ф. Эспенаком для расчёта затмений, опубликованных на сайте НАСА.

### Модель DE200/LE200
На основе данной модели начиная с 1986 года публиковал эфемериды Солнца, Луны и планет «Астрономический ежегодник СССР» («Общий курс астрономии», 2004, Кононович Э. В., Мороз В. И.)

### Модель DE403/LE403
Описывает движение планет солнечной системы и уделяет отдельное внимание эфемеридам Луны. Разработана сотрудниками лаборатории JPL Стэндишем, Ньюхоллом, Уильямсом и Фолкнером (E.M. Standish, X.X. Newhall, J.G. Williams, W.F. Folkner), опубликована в статье «Планетарные и лунные эфемериды лаборатории JPL, DE403/LE403» («JPL planetary and lunar ephemerides, DE403/LE403») в 1995 году, в специализированном издании указанной лаборатории. В настоящее время существуют более современные версии эфемерид, разработанные JPL (DE406/LE406, DE414/LE414 и т. д.).

### Модель EPM2003
Создана в Институте прикладной астрономии РАН, где учитываются взаимные возмущения больших планет и Луны в рамках ОТО, эффекты, связанные с физической либрацией Луны, возмущения от 300 крупнейших астероидов и массивного кольца, а также динамические возмущения от сжатия Солнца. (http://iaaras.ru/media/print/preprint-156.pdf)

## В исследовании переменных звёзд
Для исследования переменных звёзд часто необходимо знать время наступления следующего момента минимума. Для вычисления этого времени используют формулу, называемую эфемеридой. Общая формула следующая:
{\displaystyle T_{n}=T_{0}+E\cdot P},
в которой:
- {\displaystyle T_{n}} — время наступления следующего момента минимума;
- {\displaystyle T_{0}} — время наступления момента минимума, принятого за начальный (это же — начальная эпоха);
- {\displaystyle E} — номер цикла, для которого рассчитывается время наступления данного момента минимума;
- {\displaystyle P} — период (то есть промежуток времени между двумя первичными или вторичными минимумами).